# Мјадзел
Мјадзел или Мјадељ (блр. Мядзел; рус. Мя́дель) је град у северном делу Минске области у Републици Белорусији, и административни је центар Мјадзелског рејона.
Град је смештен у подручју Нарачанске групе језера, између језера Мјастра и Баторина, на око 143 км северно од главног града земље Минска.

## Историја
Према легенди Мјадзел се првобитно налазио на обалама језера Мјадзел неколико километара северније, али је након велике епидемије куге пресељен на данашњи локалитет, на обале језера Мјастра. И данас постоје остаци првобитног насеља из XI века на једном од острва у Мјадзелском језеру. Име насеља потиче од литванске речи medinis која означава насеље грађено од дрвета.
Све до XX века био је подељен на Стари и Нови Мјадзел. Стари Мјадзел је 1454. био у саставу тадашњег Вилнуског војводства, а 1762. добио је Магдебуршко право. Нови Мјадзел се помиње од 1463, био је окружен зидинама, а зна се да је потпуно уништен 1519. током ратова са Русима.
Оба насеља улазе у састав Руске Империје 1793. године.
У Старом Мјадзелу је крајем XIX века живело 312 становника у 46 домаћинстава. У насељу су постојале православна црква и јеврејски молитвени дом, те пивница. У исто време у Новом Мјадзелу живело је 783 становника у 99 домаћинстава.
Оба насеља постају део СССР 1917. године, а од 1921. до 1938. улазе у састав тадашње Пољске. Од 2. јула 1941. до 4. јула 1944. град је био под окупацијом од стране Нацистичке Немачке.

## Становништво
Према подацима пописа становништва из 2009. у граду је живело 7.100 становника.